# 蘇台德山脈
蘇台德山脈（德語：Sudeten）是中歐的一座山脈，位於德國東部、波蘭南部和捷克東北部的交界。长约300公里，宽32—48公里，由若干个孤立山块组成，一般海拔1000米以上，最高點為卡尔可诺希山的斯涅日卡峰，海拔1,603公尺。蕴藏煤、铜、镍、铁、重晶石等矿。

## 参看
- 蘇台德地區
- 蘇台德蘭帝國大區